# Israels flagga
Israels flagga är vit med två blå band och en centralt placerad davidsstjärna. Davidsstjärnan har varit en judisk symbol sedan medeltiden, och utformningen med de två blå ränderna mot vit botten bygger på den traditionella judiska bönemanteln tallit. Flaggan antogs den 28 oktober 1948 och har proportionerna 8:11.

## Historik

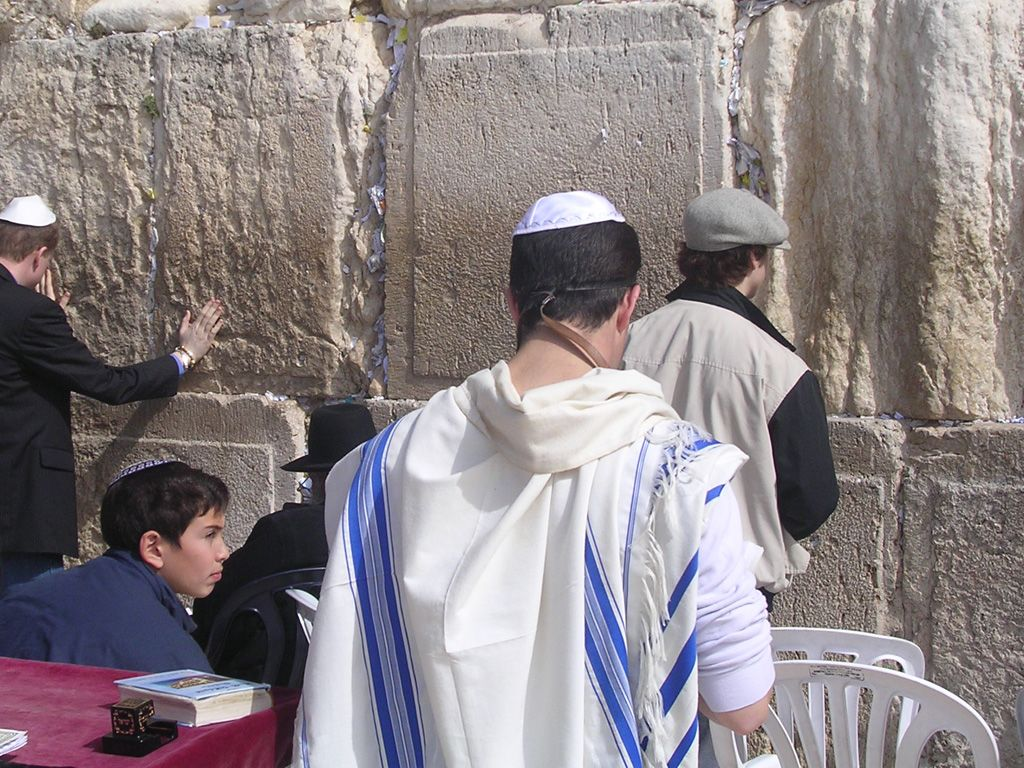
En traditionell tallit med blå ränder

Israels flagga skapades 1891 av David Wolfson inför den sionistiska världskongressen i Basel. Wolfson byggde utformningen på den judiska bönemanteln tallit och lade till en davidsstjärna i blått i flaggans mitt. Man valde därmed att använda en flagga med starka religiösa kopplingar, något som ogillades av flera av rörelsens ledande personer, bland andra Theodor Herzl.
När staten Israel utropades den 14 maj 1948 aktualiserades frågan om ett statsvapen och en flagga. En kommitté tillsattes som skulle hantera frågan och en tävling utlystes den 10 juni 1948. Inlämnade förslag uppmanades att använda en menora (sjuarmad ljusstake) och de sju gyllene stjärnorna, även om detta inte var ett absolut krav. Antalet bidrag till tävlingen var 450. Regeringen förespråkade till en början en vit flagga med sju sexuddiga gyllene stjärnor med blå fält över och under stjärnorna. Flera i regeringen ansåg att den nya statens flagga borde skilja sig från den sionistiska rörelsens flagga.
Till slut antog man ändå den sionistiska rörelsens flagga, men ändrade den blå färgen till en mörkare nyans.

## Färgsymbolik
Den blå färgen i Israels flagga kommer från den mycket gamla textilfärgen tekhelet, som användes för att färga in de rituella tofsar (tzitzit) som alla manliga judar skulle bära. Tofsarna knyts kring hörnen på bönemanteln tallit. Färgen utvanns av en särskild snigel som på hebreiska kallas hilazon (Murex trunculus). Färgen har haft mycket stor symbolisk betydelse för judendomen och användes redan i templet i Jerusalem, bland annat för översteprästens yttre kläde.
Den här textilfärgningsmetoden har egenskapen att nyansen påverkas i hög utsträckning av om tyget utsatts för solljus eller inte, vilket gör att nyansen kan variera från ljusblått till mörklila. Detta fenomen kan eventuellt vara en förklaring till att många äldre israeliska flaggor varierar så pass mycket i nyans.
| Schema | Textilfärg                                                  |
| ------ | ----------------------------------------------------------- |
| Vit    | Chesed (gudomlig välvilja)                                  |
| Blå    | Den symboliserar Guds ära, renhet och Gevurah (Guds allvar) |

## Övriga flaggor

Israels handelsflagga.
Israels örlogsflagga till havs.